# Jacques Septon
Jacques Septon (Dinant, 16 oktober 1933 - Mont-Godinne, 27 mei 2019) was een Belgische atleet, die gespecialiseerd was in het hink-stap-springen. Hij veroverde twee Belgische titels.

## Biografie
Septon veroverde in 1961 en 1966 de Belgische titel in het hink-stap-springen. Hij was aangesloten bij Union Namen.

## Belgische kampioenschappen
| Onderdeel          | Jaar       |
| ------------------ | ---------- |
| hink-stap-springen | 1961, 1966 |

## Persoonlijk record
| Onderdeel          | Prestatie | Datum | Plaats |
| ------------------ | --------- | ----- | ------ |
| hink-stap-springen | 14,16 m   |       |        |

## Palmares

### hink-stap-springen
- 1958:  BK AC – 13,82 m
- 1959:  BK AC – 13,93 m
- 1960:  BK AC – 13,67 m
- 1961:  BK AC – 14,15 m
- 1963:  BK AC – 13,55 m
- 1964:  BK AC – 13,29 m
- 1965:  BK AC – 13,67 m
- 1966:  BK AC – 14,13 m
- 1967:  BK AC – 13,28 m

### verspringen
- 1958:  BK AC – 6,64 m
- 1960:  BK AC – 6,72 m